# Чёрный вторник (1994)
Чёрный вторник (1994) — обвальное падение курса рубля по отношению к доллару 11 октября 1994 года. За один день на Московской межбанковской валютной бирже курс доллара вырос с 2833 до 3926 рублей за доллар (+38,58 %). В докладе, который был подготовлен специальной комиссией, говорилось, что основной причиной обвала является «раскоординированность, несвоевременность, а порой и некомпетентность решений и действий федеральных органов власти».
В результате «чёрного вторника» были отправлены в отставку председатель ЦБ Виктор Геращенко и исполняющий обязанности министра финансов Сергей Дубинин.
Особенностью, отличающей «чёрный вторник» от других обвалов рубля, была кратковременность падения курса: уже 14 октября 1994 года (после так называемого «красного четверга») курс составлял 2994 рубля за доллар, то есть вернулся практически на прежний уровень.
Впервые словосочетание «чёрный вторник» зазвучало после обвала курса рубля 22 сентября 1992 года, когда за день доллар вырос сразу на 35,5 руб. — c 205,5 до 241 руб. (+17,27 %).